# Lauringrabben
Lauringrabben är en bergstopp i Antarktis. Den ligger i Östantarktis. Norge gör anspråk på området. Toppen på Lauringrabben är 2 033 meter över havet.
Terrängen runt Lauringrabben är huvudsakligen lite bergig. Trakten är obefolkad. Det finns inga samhällen i närheten. 